# Schradera acutifolia
Schradera acutifolia är en måreväxtart som först beskrevs av Theodoric Valeton, och fick sitt nu gällande namn av Puff, R.Buchner och J. Greimler. Schradera acutifolia ingår i släktet Schradera och familjen måreväxter. Inga underarter finns listade i Catalogue of Life.